# Eustomias acinosus
Eustomias acinosus är en fiskart som beskrevs av Regan och Trewavas, 1930. Eustomias acinosus ingår i släktet Eustomias och familjen Stomiidae. Inga underarter finns listade i Catalogue of Life.